# Explosió de Tianjin
El dimecres 12 d'agost de 2015, almenys dues explosions van tenir lloc entre 30 segons de diferència a una estació d'emmagatzematge de contenidors al Port de Tianjin en la Nova Àrea de Binhai de Tianjin, Xina. Més d'un centenar de persones van morir i centenars més van resultar ferides. La causa de les explosions és desconeguda, però els informes inicials es va referir a un accident de treball. Els incendis causats per les explosions inicials van seguir cremant sense control al llarg del cap de setmana i van causar en diverses ocasions explosions secundàries. Vuit explosions addicionals van tenir lloc el dissabte 15 d'agost.
Els mitjans estatals xinesos van informar que almenys l'explosió inicial va ser de materials perillosos desconeguts en contenidors de transport en un magatzem de la planta de propietat de Ruihai Logistics, una empresa especialitzada en el maneig de materials perillosos.
Les investigacions posteriors a l'accident van apuntar a irregularitats en la gestió portuària, incloent-hi l'emmagatzematge sense llicència de productes químics perillosos i deficiències en els sistemes de control i prevenció.